# Nova Zelândia nos Jogos Olímpicos de Inverno de 1968
A Nova Zelândia competiu nos Jogos Olímpicos de Inverno de 1968, realizados em Grenoble, França.